# Œuvre des Pupilles pour les Orphelins des sapeurs-pompiers de France
 (décembre 2011).
Si vous disposez d'ouvrages ou d'articles de référence ou si vous connaissez des sites web de qualité traitant du thème abordé ici, merci de compléter l'article en donnant les références utiles à sa vérifiabilité et en les liant à la section « Notes et références ».
L’association l’Œuvre des Pupilles des Sapeurs-Pompiers (ODP), a pour mission de venir en aide aux orphelins de Sapeurs-Pompiers dont un parent est décédé en service commandé ou hors service, et aux familles de sapeurs-pompiers dans le besoin.
L’association a été créée le 27 mars 1926 par le commandant Guesnet, elle est aujourd’hui présidée par le colonel Jean-Paul Bosland. Il s’agit d’une œuvre à but non lucratif reconnue d’utilité publique par le décret du 28 janvier 1928, elle est placée sous le haut patronage du président de la République.
En 2014, elle reçoit le prix Dupuis de l'Institut de France attribué sur proposition de l’Académie française.
L’objectif de l’œuvre des Pupilles est d’assurer un soutien moral et financier à tous les enfants dont le parent sapeur pompier est décédé.

## Actions auprès des familles

### Vie quotidienne
- Assistance matérielle à la famille,
- Accompagnement psychologique par un professionnel,
- Étrennes, primes de vacances,
- Séjours de vacances toute l'année, dans la France entière et à l’étranger,
- Manifestations ponctuelles (spectacle, sorties, week-end…).

### Scolarité
- Allocations trimestrielles aux Orphelins pendant la durée de leurs études,
- Appui pour l’intégration dans certaines écoles,
- Prime à la réussite d’un examen scolaire.

### Lancement dans la vie active
- Aide financière (prime d'installation),
- Aide au permis de conduire,
- Aide au BAFA (Brevet d'Aptitude aux Fonctions d'Animateur),
- Soutien et accompagnement des pupilles souhaitant embrasser la carrière de Sapeur-Pompier,
- Participation de l'Œuvre des Pupilles à l’adhésion auprès de la Mutuelle Nationale des Sapeurs-Pompiers (M.N.S.P.).

## Entraide entre Sapeurs-Pompiers
Afin de venir en aide à ces familles, plusieurs casernes possédant des logements de « vacance », des réductions pour des sorties culturelles offrent des places à l’association pour en faire bénéficier des pupilles. Cet esprit de solidarité est omniprésent dans la grande famille des pompiers, des manifestations sont également menées pour des actifs qui se retrouvent handicapés dans l’exercice, de leurs fonctions ou non.

## Financement
Pour accomplir sa mission, l’Œuvre fonctionne principalement avec des dons.

### Contrôle des finances
Les associations subissent des contrôles réguliers de diverses structures afin de vérifier les financements, s’assurer qu’elles sont en règles et montrer une totale transparence à ses adhérents.
L’œuvre des Pupilles se voit contrôler par les commissaires :
- aux comptes ;
- de la Cour des Comptes et de l’IGAS (Inspection générale des affaires sociales) ;
- des inspections de son ministère de tutelle ;
- de chaque institution qui finance ses actions, notamment les institutions européennes ;
- le contrôle du Comité de la Charte.

De plus, selon les articles 200-5 et 238 bis du Code général des impôts, tout don à une association est déductible en partie des impôts (environ 60 %). L’État a mis en place cette mesure pour encourager des donateurs et permettre ainsi aux associations de vivre.

## Autre
Le festival ODP Talence est un festival associatif de musique qui se déroule sur quatre jours dans le parc du château Peixotto à Talence, près de Bordeaux, au profit des orphelins des sapeurs-pompiers de France.